# Powers Lake (North Dakota)
Powers Lake is een plaats (city) in de Amerikaanse staat North Dakota, en valt bestuurlijk gezien onder Burke County.

## Demografie
Bij de volkstelling in 2000 werd het aantal inwoners vastgesteld op 309.
In 2006 is het aantal inwoners door het United States Census Bureau geschat op 261, een daling van 48 (-15.5%).

## Geografie
Volgens het United States Census Bureau beslaat de plaats een oppervlakte van
3,2 km², waarvan 2,6 km² land en 0,6 km² water. Powers Lake ligt op ongeveer 672 m boven zeeniveau.

## Plaatsen in de nabije omgeving
De onderstaande figuur toont nabijgelegen plaatsen in een straal van 36 km rond Powers Lake.